# Янсаевка
Янсаевка (Березовая) — река в России, протекает по Туринскому и Алапаевскому районам Свердловской области. Устье реки находится в 0,3 км по левому берегу реки Санкиной. Длина Янсаевки составляет 68 км.

## Данные водного реестра
По данным государственного водного реестра России, Янсаевка относится к Иртышскому бассейновому округу, водохозяйственный участок реки — Тура от впадения реки Тагил и до устья, без рек Тагил, Ница и Пышма, речной подбассейн Тобола, речной бассейн Иртыша.
Код объекта в государственном водном реестре — 14010502312111200005988.